# Эдриан (художник по костюмам)
Эдриан Адольф Гринберг (англ. Adrian Adolph Greenburg; известный как Эдриан (Адриан), 3 марта 1903[…], Ногатак, Коннектикут, США — 13 сентября 1959[…], Голливуд, Калифорния, США) — американский художник по костюмам, создававший образы ведущих кинодив классического Голливуда.

## Биография
Эдриан родился 3 марта 1903 года в Ногатаке, штат Коннектикут, в еврейской семье Гилберта и Хелены (урождённой Поллак) Гринбург. Предки его родителей эмигрировали в США из Российской империи, Богемии и Германии. Его родители работали шляпниками, поэтому Эдриан ещё в детстве научился шить. В 1920 году он поступил в Нью-Йоркскую школу изящных и прикладных искусств, ставшую впоследствии известной как Школа дизайна Парсонс. В 1922 году Эдриан переехал в Париж, где композитор Ирвинг Берлин нанял его для создания костюмов в бродвейском ревю «The Music Box Revue».
В Нью-Йорке он познакомился с Наташей Рамбовой, женой Рудольфа Валентино, которая пригласила Эдриана в Голливуд для работы над костюмами для картины «Кобра», где она выступала в качестве продюсера, а её муж снимался в главной роли. В 1926 году Эдриан устроился в независимую киностудию Сесила Б. Демилля, где получил место главного художника по костюмам. Спустя два года Демилль перешёл в «Metro-Goldwyn-Mayer», куда за ним последовал и Эдриан. В течение следующих двенадцати лет он создал костюмы более чем к 200 голливудским фильмам, работая с ведущими кинозвёздами того времени: Гретой Гарбо, Нормой Ширер, Джанет Макдональд, Джин Харлоу, Кэтрин Хепбёрн и Джоан Кроуфорд.
Созданные им наряды с подплечниками, которые Джоан Кроуфорд носила в фильме «Летти Линтон» в 1932 году, широко копировалось и продавалось в универмагах «Macy’s». На его счету также экстравагантные костюмы для фильма «Великий Зигфелд», исторические платья для фильмов «Дама с камелиями» и «Мария-Антуанетта», а также большое количество вечерних платьев героинь фильма «Женщины». Эдриан является создателем всех знаменитых образов Греты Гарбо, с которой работал с 1928 года и до конца карьеры.
Самой известной голливудской работой Эдриана стал классический мюзикл 1939 года «Волшебник страны Оз», для которого он разработал не только все костюмы, но и рубиновые туфли, в которых героиня Джуди Гарленд отправляется в Изумрудный город. Наряд актрисы из белой блузки с рукавами-фонариками, сверху которой было надето голубое платье-сарафан, и дополненный красными туфельками с блёстками признаётся одним из самых известных костюмов в истории Голливуда. Несмотря на кажущуюся простоту костюмов, модельеру понадобилось более трёх тысяч эскизов для фильма. По оценке Кристофера Лаверти, знаменитый наряд Гарленд имел недостатки: «При ближайшем рассмотрении становится ясно, что платье плохо сшито, швы и стежки неровные. Кто-то может возразить, что это сделано намеренно, так как платье девочки с фермы и не могло быть сшито иначе. Но более вероятно, что эти детали ускользнули от глаз Адриана, особенно в таком простом костюме, совершенно не похожем на шёлковые одеяния, которые он создавал для своих любимых актрис Кэтрин Хепбёрн и Джоан Кроуфорд».
В том же году Эдриан женился на актрисе Джанет Гейнор, брак с которой в киносообществе называли лавандовым, поскольку Эдриан был геем, а Гейнор, по слухам, бисексуалкой или лесбиянкой. Несмотря на это, через год у них родился сын Робин, а сами супруги многократно заявляли, что были счастливы в браке.
Эдриан покинул «MGM» осенью 1941 года, во многом из-за сокращения бюджета, который студия выделяла на создание костюмов, что шло вразрез с его концепцией создания образов кинодив. Год спустя он открыл свой собственный дом моды, располагавшийся в Беверли-Хиллз. Линия одежды Эдриана заполнила пробел, оставленный парижскими модными домами, которые не могли экспортировать свои изделия в США во время немецкой оккупации. Его модный дом продолжал работать и после войны, но в 1952 году его пришлось закрыть, после того как модельер перенёс сердечный приступ. Поскольку всю работу он делал сам, почти не прибегая к помощи ассистентов, бизнес не мог продолжать существовать без него. Вскоре Эдриан с супругой купили ранчо в Анаполисе, штат Гояс, Бразилия, где они проводили последующие годы.
В 1952 году он вернулся в Голливуд, где принял участие в создании костюмов к фильму «Это выглядит красиво», ставшему последним в его кинокарьере. В дальнейшем он ещё несколько раз возвращался к работе, создав в 1958 году костюмы для мюзикла «Гранд Отель», а также приняв предложение на работу в мюзикле «Камелот» год спустя. 13 сентября 1959 года, на ранних стадиях работы над этим проектом, Эдриан скончался от сердечного приступа в возрасте 56 лет. Похоронен на кладбище Hollywood Forever в Лос-Анджелесе. В 1961 году посмертно награждён премией «Тони» за лучший дизайн костюмов в мюзикле.

## Награды
- Тони 1961 — «Лучший дизайн костюмов в мюзикле» («Камелот»)